# Emilio Laguna
Emilio Laguna Salcedo (Valladolid, 13 de mayo de 1930) es un actor y humorista español.

## Biografía
Aunque nace en Valladolid, en la calle de San José, se considera hijo adoptivo de la localidad vallisoletana de Sardón de Duero, donde se trasladó a vivir por ser este el lugar de origen de su madre y abuelos. Pasa una dura infancia a causa de la guerra civil española, pero pronto marcha a Valladolid, para cursar estudios superiores y licenciarse en la carrera de Derecho para, más adelante, interesarse por el mundo de la interpretación.
Durante su exitosa carrera produjo y escenificó multitud de películas y de actos. Como reconocimiento a todo ello, fue invitado a su localidad natal para pronunciar el pregón de fiestas de San Juan 2009, en el que fue aclamado por todo el pueblo. En 2009, el Excmo. Ayuntamiento de Sardón de Duero le otorgó su nombre a una calle de la localidad.

### Teatro
Se inicia en el mundo de la interpretación en el Teatro español universitario mientras cursa estudios de Derecho. Terminada la carrera, se traslada a Madrid y debuta profesionalmente como actor con la obra La isla soñada en el Teatro Eslava.
A partir de ese momento emprende su carrera teatral, en la que sobresale especialmente en el género de la comedia y la revista. En el transcurso de los siguientes 40 años pasa por las Compañías de Matías Colsada, Lola Flores o Juanita Reina o forma pareja artística con Laly Soldevila. 
Destacan, en su repertorio, los personajes interpretados en Los hombres del triciclo, Camino real, La camisa (1962), El sueño de unos locos de verano (1963), con Luis Sánchez Polack y José Luis Coll; La bella Dorotea (1963), Una estrella para todos, Una noche en su casa...señora, Lo mío es de nacimiento (1978), como actor principal y estrenada en el Teatro Maravillas de Madrid; Un reino para Tania (1983), junto a Tania Doris; Rudens (1987), de Plauto en el Festival de Teatro Clásico de Mérida; Fiesta barroca (1992); Los enamorados (1998), de Carlo Goldoni con dirección de Miguel Narros o 5gays.com (2003)

### Cine
Igualmente destacada fue su carrera cinematográfica que abarca más de setenta títulos, y construida sobre estereotipos populares como el currante, el mayordomo o el mariquita, que interpreta sistemáticamente como secundario en títulos como Un millón en la basura (1967), de José María Forqué, Objetivo bikini (1968), de Mariano Ozores o Estoy hecho un chaval (1975), de Pedro Lazaga.

### Televisión
También ha estado presente en numerosas producciones para televisión, desde principios de los años sesenta con la comedia La tortuga perezosa (1961-1963) hasta la por el momento su última incursión en el medio ¿Se puede? (2004), pasando por Primera fila, Confidencias (1965-1966), Tiempo y hora (1965-1966), El Irreal Madrid (1969), Estudio 1, No te rías, que es peor (1990-1993), Una hija más (1991), o La sopa boba (2004).

## Filmografía (selección)
- Un ángel tuvo la culpa (1960).
- Los derechos de la mujer (1963).
- El verdugo (1963).
- Megatón Ye-Ye (1965).
- Un millón en la basura (1967).
- Una señora estupenda (1967).
- ¿Qué hacemos con los hijos? (1967).
- El hueso (1968).
- No somos de piedra (1968).
- Carola de día, Carola de noche (1969).
- Una señora llamada Andrés (1970).
- Varietés (1971).
- Hay que educar a papá (1971).
- Secuestro a la española (1972).
- La llamaban La Madrina (1973).
- Una monja y un Don Juan (1973).
- El abuelo tiene un plan (1973).
- Y si no, nos enfadamos (1974).
- El calzonazos (1974).
- Strip-tease a la inglesa (1975).
- Cuando el cuerno suena (1975).
- La mujer es un buen negocio (1976).
- Celedonio y yo somos así (1977).
- Estoy hecho un chaval (1977).
- Está que lo es (1977)
- Pepito Piscinas (1978).
- ¡No hija, no! (1987).
- Moros y cristianos (1987).
- Las cosas del querer (1989).
- Mala yerba (1991).
- Lázaro de Tormes (2001).
- Hotel Danubio (2003).

- Datos: Q5831157
- Multimedia: Emilio Laguna / Q5831157